# Demografia do Vaticano
| Estatística populacional da Cidade do Vaticano                      |                                               |
| Papa e Cardeais                                                     | 74                                            |
| Corpo diplomático da Santa Sé                                       | 306                                           |
| Eclesiásticos e Religiosos (as)                                     | 50 (Cidadãos) e 197 (Residentes não cidadãos) |
| Leigos (as)                                                         | 56 (Cidadãos) e 24 (Residentes não cidadãos)  |
| Guarda Suíça Pontifícia                                             | 86                                            |
| Fonte: Governo do Estado da Cidade do Vaticano - Dados estatísticos |                                               |

A população vaticana é composta por membros da Igreja, que devido às suas funções, residem lá. Além do Papa, residem e trabalham lá: bispos, cardeais, arcebispos e outros funcionários importantes da Igreja Católica. A maioria dos funcionários estáveis são italianos, um número considerável é suíço e o restante originário de diversos países.
A religião é o catolicismo, que detém estatuto oficial. A língua oficial é o latim, embora só seja utilizado em documentos oficiais e em rituais cerimoniais. A língua falada é o italiano.
Tem uma população de cerca de 921 habitantes e uma taxa de crescimento populacional de cerca de 0.01%.
Em 22 de fevereiro de 2011, o papa Bento XVI promulgou a nova "Lei sobre a cidadania, residência e acesso" para a Cidade do Vaticano, que entrou em vigor em 1 de março do mesmo ano. A nova lei substituiu a "Lei sobre cidadania e residência" de 1929. A nova lei criou o status de residentes oficiais do Vaticano, legalizando as pessoas que vivem na Cidade do Vaticano mas que não possuem cidadania.

## População Feminina
Segundo o jornal Herald Sun, em março de 2011, havia "apenas 32 cidadãs" residentes no vaticano. Dos 572 cidadãos com passaportes emitidos pelo Vaticano, um deles é uma freira.  Em 26 de fevereiro de 2013, o website Worldcrunch informou que havia cerca de 30 mulheres eram cidadãs da Cidade do Vaticano. Em 2003, o mesmo webiste relatara também que havia duas mulheres sul-americanas, três suíças, duas polonesas e algumas italianas. Em fevereiro de 2013, a maioria das mulheres era da Itália.
Entre as mulheres que residiam na Cidade do Vaticano, estava uma das filhas de um eletricista, que mais tarde se casou e "perdeu seu direito de viver" na cidade. Outra mulher que vivia na Cidade do Vaticano era Magdalena Wolińska-Riedi, que é tradutora polonesa e esposa de um dos guardas suíços.
Entre as mulheres que têm cidadania do Vaticano, há uma oficial no exército, duas professoras (uma leciona no ensino médio, e a outro no jardim de infância) e uma acadêmica. As mulheres obtêm a cidadania do Vaticano por casamento (como um católico batizado) para com seus maridos; no entanto, tal cidadania "dura apenas pela duração de sua estadia" na Cidade do Vaticano.
No passado, as mulheres não tinham sequer permissão para abrir uma conta bancária na Cidade do Vaticano. Porém, durante o papado de João Paulo II e do Bento XVI, o valor das mulheres na cidade foi destacado.

### Direito ao Voto
Como no Vaticano não existem eleições, a questão não se coloca.

### Divórcio
O Vaticano é um dos dois estados soberanos que não permitem o divórcio, sendo o outro a República das Filipinas.

### Aborto
O Vaticano é um dos seis países do mundo que proíbem o aborto completamente, mesmo que a vida da mãe esteja em perigo.

### Donne in Vaticano
Em setembro de 2016, a Alta Autoridade do Vaticano aprovou a criação da Donne in Vaticano, a primeira associação exclusivamente feminina do Vaticano. Os membros da associação são jornalistas, teólogas e economistas.